# Abiljan Amankul
Abiljan Amankul (en kazajo: Әбілxан Аманқұл; Taraz, 29 de julio de 1997) es un deportista kazajo que compite en boxeo. Ganó una medalla de plata en el Campeonato Mundial de Boxeo Aficionado de 2017, en el peso medio.

## Palmarés internacional
| Campeonato Mundial | Campeonato Mundial  | Campeonato Mundial | Campeonato Mundial |
| Año                | Lugar               | Medalla            | Categoría          |
| ------------------ | ------------------- | ------------------ | ------------------ |
| 2017               | Hamburgo (Alemania) | Medalla de plata   | 75 kg              |